# فاستر (رود آیلند)
فاستر (به انگلیسی: Foster) یک منطقهٔ مسکونی در ایالات متحده آمریکا است که در شهرستان پراویدنس، رود آیلند واقع شده‌است. فاستر ۱۳۴٫۳ کیلومتر مربع مساحت و ۴٬۶۰۶ نفر جمعیت دارد و ۱۶۰ متر بالاتر از سطح دریا واقع شده‌است.